# Adidas Grand Prix 2011
L'Adidas Grand Prix 2011 è stato la 5ª edizione dell'annuale meeting di atletica leggera denominato appunto Adidas Grand Prix, che si disputa presso l'Icahn Stadium di New York, dalle ore 11:00 alle 16:50 UTC-5 dell'11 giugno 2011; il fuso orario con l'Europa ha permesso la diretta in orario serale dell'intero meeting. Questa competizione è stata anche la sesta tappa del prestigioso circuito IAAF Diamond League 2011.

## Programma
Il meeting ha visto lo svolgimento di 17 specialità, 8 maschili e 9 femminili: di queste, 7 maschili e 8 femminili erano valide per la Diamond League. Oltre a queste, erano inserite in programma diverse gare per gli atleti delle categorie allievi e juniores ed alcune specialità riservate ad atleti statunitensi.
| # | Orario | Specialità       |
| - | ------ | ---------------- |
| 1 | 13:00  | Salto con l'asta |
| 2 | 15:03  | 400 m hs         |
| 3 | 15:10  | 400 m            |
| 4 | 15:15  | Salto triplo     |
| 5 | 15:32  | 1500 m           |
| 6 | 16:00  | 800 m            |
| 7 | 16:08  | 5000 m           |
| 8 | 16:50  | 100 m            |

| # | Orario | Specialità             |
| - | ------ | ---------------------- |
| 1 | 11:00  | Lancio del giavellotto |
| 2 | 12:25  | Lancio del disco       |
| 3 | 13:00  | Salto in lungo         |
| 4 | 13:17  | 800 m                  |
| 5 | 15:15  | Salto in alto          |
| 6 | 15:18  | 3000 m siepi           |
| 7 | 15:47  | 1500 m                 |
| 8 | 16:32  | 100 m hs               |
| 9 | 16:40  | 200 m                  |

     Specialità valide per la Diamond League

## Risultati
Di seguito i primi tre classificati di ogni specialità.

### Uomini
| Specialità       |                   | Prestazione | 2º classificato   | Prestazione | 3º classificato     | Prestazione |
| 100 m            | Steve Mullings    | 10.26       | Tyson Gay         | 10.26       | Keston Bledman      | 10.33       |
| 400 m            | Jeremy Wariner    | 45.13       | Jermaine Gonzales | 45.16       | Rondell Bartholomew | 45.17       |
| 800 m            | Alfred Kirwa Yego | 1'46.57     | Mbulaeni Mulaudzi | 1'46.68     | Boaz Lalang         | 1'46.75     |
| 1500 m           | David Torrence    | 3'36.15     | Nick Willis       | 3'36.46     | Caleb Ndiku         | 3'37.04     |
| 5000 m           | Dejen Gebremeskel | 13'05.22    | Bernard Lagat     | 13'05.46    | Tariku Bekele       | 13'06.06    |
| 400 m hs         | Javier Culson     | 48.50       | Bershawn Jackson  | 48.55       | David Greene        | 49.07       |
| Salto triplo     | Phillips Idowu    | 16.67 m     | Christian Olsson  | 16.29 m     | Leevan Sands        | 16.28 m     |
| Salto con l'asta | Romain Mesnil     | 5.52 m      | Brad Walker       | 5.52 m      | Jérôme Clavier      | 5.42 m      |

     Atleti al primo posto nella classifica di specialità.
     Prestazione che stabilisce il nuovo record del meeting.

### Donne
| Specialità             |                         | Prestazione | 2ª classificata | Prestazione | 3ª classificata                | Prestazione |
| 200 m                  | Allyson Felix           | 22.92       | Bianca Knight   | 22.96       | Shalonda Solomon               | 23.03       |
| 800 m                  | Molly Beckwith          | 2'01.09     | Erica Moore     | 2'02.26     | Jemma Simpson                  | 2'02.30     |
| 1500 m                 | Kenia Sinclair          | 4'08.06     | Morgan Uceny    | 4'08.42     | Kalkidan Gezahegne             | 4'08.46     |
| 100 m hs               | Danielle Carruthers     | 13.04       | Kellie Wells    | 13.06       | Tiffany Ofili                  | 13.11       |
| 3000 m siepi           | Milcah Chemos Cheywa    | 9'27.29     | Sofia Assefa    | 9'27.37     | Gulnara Samitova               | 9'29.75     |
| Salto in lungo         | Funmi Jimoh             | 6.48 m      | Janay DeLoach   | 6.41 m      | Brittney Reese                 | 6.35 m      |
| Salto in alto          | Emma Green              | 1.94 m      | Blanka Vlašić   | 1.90 m      | Sheree Francis Melanie Melfort | 1.82 m      |
| Lancio del disco       | Stephanie Brown-Trafton | 62.94 m     | Gia Lewis       | 59.89 m     | Aretha Thurmond                | 59.38 m     |
| Lancio del giavellotto | Christina Obergföll     | 64.43 m     | Sunette Viljoen | 60.39 m     | Rachel Yurkovic                | 58.43 m     |

     Atlete al primo posto nella classifica di specialità.
     Prestazione che stabilisce il nuovo record del meeting.